# Podisma cantabricae
Podisma cantabricae är en insektsart som beskrevs av Morales-agacino 1950. Podisma cantabricae ingår i släktet Podisma och familjen gräshoppor. Inga underarter finns listade i Catalogue of Life.